# Alacantina (higo)
Alacantina es un cultivar de higuera de tipo higo común Ficus carica, unífera de higos de epidermis con color de fondo amarillo con sobre color verde amarillo, su pedúnculo exageradamente alargado. Se cultiva en la colección de higueras de Montserrat Pons i Boscana en la localidad española de Llucmajor, Islas Baleares.

## Sinonimia
- „Galantina“ en Islas Baleares,[4][5][6]
- „Blanqueta“ en Islas Baleares
- „Cantina“ en Artá
- „Blanquella“ en Ampurdán
- „Blancassa“ en Santa Margarita, Ariañy
- „Blanca Clara“ en Felanich
- „Blanca de Capoll“ en Manacor
- „Alagantina“ en Mallorca según el DCVB.[7]

## Historia
Actualmente, la cultiva en su colección de higueras baleares Montserrat Pons i Boscana, rescatada de un solo ejemplar que quedaba vivo y olvidado en una finca de cultivo de cereal "Sa Barrala" en la localidad de Campos en Mallorca.
Esterlich cita y describe esta variedad de higuera en 1908.
Su nombre podría proceder de las tierras de Alicante, y en este caso habría sido introducida por los árabes o los cristianos tras la conquista de la isla, o también originaria de los antiguos "rafals de Alicantí" (Montuiri, Llucmajor, Muro).

## Características
La higuera 'Alacantina' es una variedad unífera de tipo higo común. Árbol de mediano desarrollo, follaje esparcido con ramas colgando, la parte central de la copa clareando, las hojas se concentran en los extremos de las ramas. Sus hojas con 3 lóbulos (10%) y con 1 lóbulo (20%). 'Alacantina' es de producción muy elevada de higos. La yema apical de color amarillo fuerte.
Los higos 'Alacantina' son higos piriformes, que no presentan frutos aparejados, de unos 22 gramos en promedio, de epidermis gruesa de color de fondo amarillo con sobre color verde amarillento. Ostiolo de 1 a 3 mm con escamas medianas blancas. Pedúnculo exageradamente largo de 16 a 24 mm cilíndrico verde claro. Grietas reticulares muy finas. Costillas marcadas y prominentes. Con un ºBrix (grado de azúcar) de 19, sabor dulce pero insulso, con firmeza media, con color de la pulpa amarillo terroso. Con cavidad interna media. Son de un inicio de maduración sobre el 18 de agosto hasta el 24 de septiembre y de producción alta. Son resistentes a la lluvia.
Excelente para el higo seco ya que no presenta ningún problema de secado y que le proporciona un sabor gustoso cuando seco. Poca facilidad de pelado, tradicionalmente nunca se ha consumido en fresco en las áreas locales, pero por su resistencia en el transporte se está intentando potenciar para su consumo en fresco.

## Cultivo
'Alacantina', es una variedad de higo blanco, reconocida por su piel gruesa lo que facilita su transporte en fresco, que se está tratando de recuperar de ejemplares cultivados en la colección de higueras baleares de Montserrat Pons i Boscana en Llucmajor.